# Stazione di Petershagen Nord
La stazione di Petershagen Nord è una fermata della Ostbahn nel comune di Petershagen/Eggersdorf, circondario del Märkisch-Oderland di Berlino. È servita dalla linea S5 della S-Bahn di Berlino. La stazione ferroviaria esiste dal 1944. Fu chiamata per la prima volta "Giebelsee" e ribattezzata Petershagen Nord nel 1967.